# Küss den Frosch
Küss den Frosch (englisch The Princess and the Frog) ist der 49. abendfüllende Zeichentrickfilm der Walt-Disney-Studios und erschien im Jahr 2009. Der Film basiert lose auf E. D. Bakers Kinderbuch Esmeralda, Froschprinzessin, das wiederum durch das Märchen Der Froschkönig inspiriert ist, und handelt von dem afroamerikanischen Mädchen Tiana, das in New Orleans lebt.

## Handlung
New Orleans, 1926: Tiana, eine junge Frau aus der Unterschicht, hat zwei Jobs gleichzeitig, um Geld für ihr eigenes Restaurant anzusparen. Währenddessen kommt Prinz Naveen aus dem fiktiven Königreich Maldonia im Hafen an, mit dem Vorsatz, seine finanzielle Situation zu verbessern. Seine Eltern haben die Geldversorgung eingestellt, und nun möchte Naveen eine reiche Schönheit aus dem Süden der USA heiraten. „Big Daddy“ Eli La Bouff, Vater von Tianas Kindheitsfreundin Charlotte, veranstaltet einen Maskenball zu Naveens Ehren. Charlotte beauftragt Tiana, Beignets für den Ball zu machen. Die Bezahlung reicht aus, eine verlassene Zuckermühle zu kaufen: Tianas zukünftiges Restaurant.
Währenddessen begegnen Naveen und sein Diener Lawrence Dr. Facilier, einem Voodoo-Hexendoktor. Facilier verspricht den beiden, dass er ihre Träume wahr werden lassen kann. Ungünstigerweise bekommt keiner von beiden, was er erwartet: Naveen wird ein Frosch, während Lawrence durch einen Voodoozauber die Gestalt von Naveen bekommt. Facilier beabsichtigt, dass Lawrence Charlotte heiratet, wonach er Big Daddy La Bouff töten und dessen Vermögen beanspruchen will.
Auf dem Ball erfährt Tiana, dass sie die Mühle an einen höheren Bieter verlieren wird. Weil Tianas Kostüm versehentlich zerstört wird, gibt Charlotte Tiana ein Prinzessinnenkostüm und eine Tiara. Charlotte kehrt zur Party zurück; Tiana spricht ihren Wunsch vor dem Abendstern aus, nur um einen Frosch neben sich sitzend vorzufinden. Der Frosch ist Naveen, der Tiana bittet ihn zu küssen und Faciliers Fluch zu brechen. Tiana ist einverstanden, erwartet aber als Gegenleistung das Geld, das sie zum Überbieten des anderen Bieters benötigt. Leider verwandelt sich aber nicht Naveen in einen Menschen, sondern Tiana in einen Frosch.
Das Paar flieht in die Sümpfe des Bayou, wo sie Louis begegnen, einem Trompete spielenden Alligator, und Ray, einem Cajun-Glühwürmchen, das sich nach einem funkelnden Licht namens Evangeline sehnt. Louis und Ray bieten sich an, die Frösche zur guten Voodoo-Priesterin Mama Odie zu führen, die den Fluch aufheben kann. Auf dem Weg entwickeln Tiana und Naveen Gefühle füreinander. Währenddessen schließt Facilier einen Pakt mit den Voodoogeistern: Er bietet ihnen die Seelen der Bevölkerung von New Orleans, wenn sie für ihn Naveen finden. Mama Odie offenbart den Fröschen, dass Naveen eine Prinzessin küssen muss, um wieder Mensch zu werden. Tiana und ihre Freunde kehren nach New Orleans zurück, um Charlotte zu finden. Naveen erzählt Ray, dass er Tiana liebt. Bevor er es ihr sagen kann, wird er von Dämonen entführt und zu Facilier gebracht.
Ray berichtet Tiana, dass Naveen sie liebt. Tiana geht darauf zur Mardi-Gras-Parade, wo sie herausfindet, dass Naveen scheinbar Charlotte heiratet. Tiana flieht auf einen Friedhof, während es Ray und Louis gelingt, den echten Naveen zu befreien und den Voodoozauber (ein Amulett) des falschen Naveen zu stehlen. Ray findet Tiana und gibt ihr das Amulett. Er versucht die Dämonen aufzuhalten, sodass sie fliehen kann, aber Facilier verwundet ihn tödlich. Facilier trifft auf Tiana und bietet ihr an, ihren Traum vom eigenen Restaurant wahr werden zu lassen, wenn sie ihm das Amulett gibt. Tiana weigert sich und zerstört das Amulett. Die verärgerten Geister fordern Facilier selbst als Gegenleistung und ziehen ihn in ihre Welt.
Naveen klärt die verwirrte Charlotte über die Situation auf, als Tiana zu den beiden stößt. Tiana gesteht, dass sie Naveen liebt und ihr Leben mit ihm als Frosch verbringen würde. Charlotte bietet sich an, Naveen zu küssen, sodass er und Tiana Menschen werden. Ungünstigerweise endet das Mardi Gras und die Uhr läutet zu Mitternacht, bevor sie den Frosch geküsst hat. Louis erscheint mit dem sterbenden Ray. Trotz der Geschehnisse zeigt Ray seine Freude für die Frösche, bevor er stirbt. Er wird begraben und zu einem Stern neben seiner Evangeline.
Fortan als Frösche zusammenlebend, werden Tiana und Naveen von Mama Odie getraut. Als sie sich küssen, verwandeln sie sich in Menschen, da durch diese Heirat Tiana zur Prinzessin geworden ist. Beide kehren nach New Orleans zurück, wo die Hochzeit wiederholt wird. Tiana und Naveen kaufen die Mühle. Tianas Palast wird eröffnet.

## Produktion und Veröffentlichung
Mit dem Film setzten die Walt-Disney-Studios die Tradition der handgezeichneten, zweidimensional animierten Filme fort, die nach Die Kühe sind los eigentlich für beendet erklärt worden war. Neben den Regisseuren John Musker und Ron Clements waren unter anderem Randy Newman (Musik) und Jeff Draheim (Schnitt) beteiligt. Die Produktion fand bei Walt Disney Animation Studios und Walt Disney Pictures statt. Die Figur Tiana basiert dabei auf dem Leben von Leah Chase, die in New Orleans das kreolische Restaurant Dooky Chase aufbaute und als „Queen of Creaole Cuisine“ bezeichnet wird.
Der Film hatte am 25. November 2009 in den USA Premiere; in Deutschland kam er am 10. Dezember 2009 in die Kinos.

## Synchronisation
Die FFS Film- & Fernseh-Synchron GmbH gab die Synchronisation in Auftrag, Marina Köhler schrieb das Dialogbuch und führte die Dialogregie.
| Rolle                   | englische Synchronsprecher | deutsche Synchronsprecher                               |
| ----------------------- | -------------------------- | ------------------------------------------------------- |
| Tiana                   | Anika Noni Rose            | Cassandra Steen                                         |
| Tiana (Kind)            | Elizabeth M. Dampier       | Valerie Ceraolo                                         |
| Prinz Naveen            | Bruno Campos               | Roger Cicero                                            |
| Dr. Facilier            | Keith David                | Thomas Nero Wolff (Sprechstimme), Thomas Amper (Gesang) |
| Mama Odie               | Jenifer Lewis              | Marianne Rosenberg                                      |
| Louis                   | Michael-Leon Wooley        | Bill Ramsey                                             |
| Ray                     | Jim Cummings               | Robert Missler                                          |
| Eli LaBouff (Big Daddy) | John Goodman               | Walter von Hauff                                        |
| Lawrence                | Peter Bartlett             | Pierre Peters-Arnolds                                   |
| Charlotte LaBouff       | Jennifer Cody              | Farina Brock                                            |
| Charlotte (Kind)        | Breanna Brooks             | Sophia Kronenwett                                       |
| Eudora                  | Oprah Winfrey              | Madeleine Stolze                                        |
| James                   | Terrence Dashon Howard     | Ole Pfennig                                             |
| Buford                  | Michael Colyar             | Thomas Karallus                                         |
| Harvey Fenner           | Corey Burton               | Ulrich Frank                                            |
| Henry Fenner            | Jerry Kernion              | Hans-Rainer Müller                                      |
| Reggie                  | Ritchie Montgomery         | Joachim Kaps                                            |

## Musik
Das Lied im Abspann, Never Knew I Needed, wurde von Ne-Yo (in der deutschen Fassung feat. Cassandra Steen) gesungen. Das dazugehörige Musikvideo und dessen Making-of befinden sich als Extra auf der DVD zum Film.

## Nominierungen
- Oscar 2010: Bester Animationsfilm, Bester Filmsong (Almost There), Bester Filmsong (Down in New Orleans)
- Golden Globe Award 2010: Bester Animationsfilm
- Satellite Awards 2009: Bester Animationsfilm, Bester Filmsong (Almost There), Bester Filmsong (Down in New Orleans)

## Auszeichnungen
- Die Deutsche Film- und Medienbewertung (FBW) verlieh dem Film das Prädikat „besonders wertvoll“[5]

## Kritiken
Der Film erhielt überwiegend positive Kritiken und erreichte bei Rotten Tomatoes eine Bewertung von 85 %, basierend auf 201 Kritiken. Bei Metacritic konnte ein Metascore von 73, basierend auf 29 Kritiken, erzielt werden.

„Küss den Frosch besticht nicht nur durch seinen wunderbar nostalgischen Zeichenstil, sondern begeistert auch durch originelle Figuren wie den musikverrückten Alligator Louis oder das verliebte Glühwürmchen Ray. Und während die Musical-Einlagen in früheren Disney-Abenteuern oft nur lästige Unterbrechungen der Handlung waren, gehören die von Randy Newman geschriebenen Cajun-, Zydeco- und Dixieland-Songs zu den Höhepunkten des Films. Fazit: Die düsteren Voodoo-Szenen sind für kleine Kinder zu furchteinflößend, doch unabhängig davon versprüht der Film jede Menge Disney-Magie.“

„Disney hätte kein besseres Comeback im klassischen Zeichentrick feiern können. Dieser Film rührt zu Tränen, und er lässt Tränen lachen. Walt Disney wäre stolz auf ihn gewesen.“

„Küss den Frosch macht Freude, weil er zeichnerisch forsch, die Jazz-, Swing- und Gospel-Musik von Randy Newman zugkräftig, und weil Tiana eine durchaus zeitgemäße Interpretation der Disney-Prinzessin ist. Nicht etwa, weil sie nun die erste schwarze Trick-Heldin des Studios darstellt, schließlich springt sie ja die meiste Zeit in Grün herum. Doch dass Tiana von ihrem eigenen Restaurant anstatt von Prinzen und Palästen träumt, das verleiht dem Happy End mal einen anderen Dreh.“

„Mit Küss den Frosch verwirklicht Disney einen Traum für alle emanzipierten Mütter, die ihren Töchtern mehr vermitteln wollen, als dass ihre zukünftige Aufgabe darin bestehen wird, sich im richtigen Moment vom richtigen Prinzen küssen und damit retten zu lassen. Trotz der sehr moralischen Botschaft und der zum Teil etwas zu stark überzeichneten Klischees wird der Film Kinder und Eltern gleichermaßen begeistern. Vor allem dank seiner charmanten, im typischen Disney-Stil gehaltenen Charakteren und dem launig-jazzigen Soundtrack. Allerdings sollten die ganz kleinen Zuschauer nicht all zu ängstlich sein, denn die Vodoo-Zauber von Dr. Facilier und seinen bösen Geistern haben es in sich.“